# Nanette Kalenbach-Schröter
Nanette Kalenbach-Schröter, Taufname Anna Maria Emilia (genannt Nanette) Schröter (* 28. Januar 1831 in Rheinfelden; † 14. April 1917 ebenda), war eine Schweizer Oberarbeitslehrerin, Publizistin und Verlegerin.

## Leben und Werk
Nanette Schröter war die zweitjüngste Tochter des Amtsstatthalters von Rheinfelden Joseph Fridolin (1796–1861) und der Oberarbeitslehrerin Viktoria, geborene Hodel. Ihr älterer Bruder war der spätere Theologe Karl Schröter.

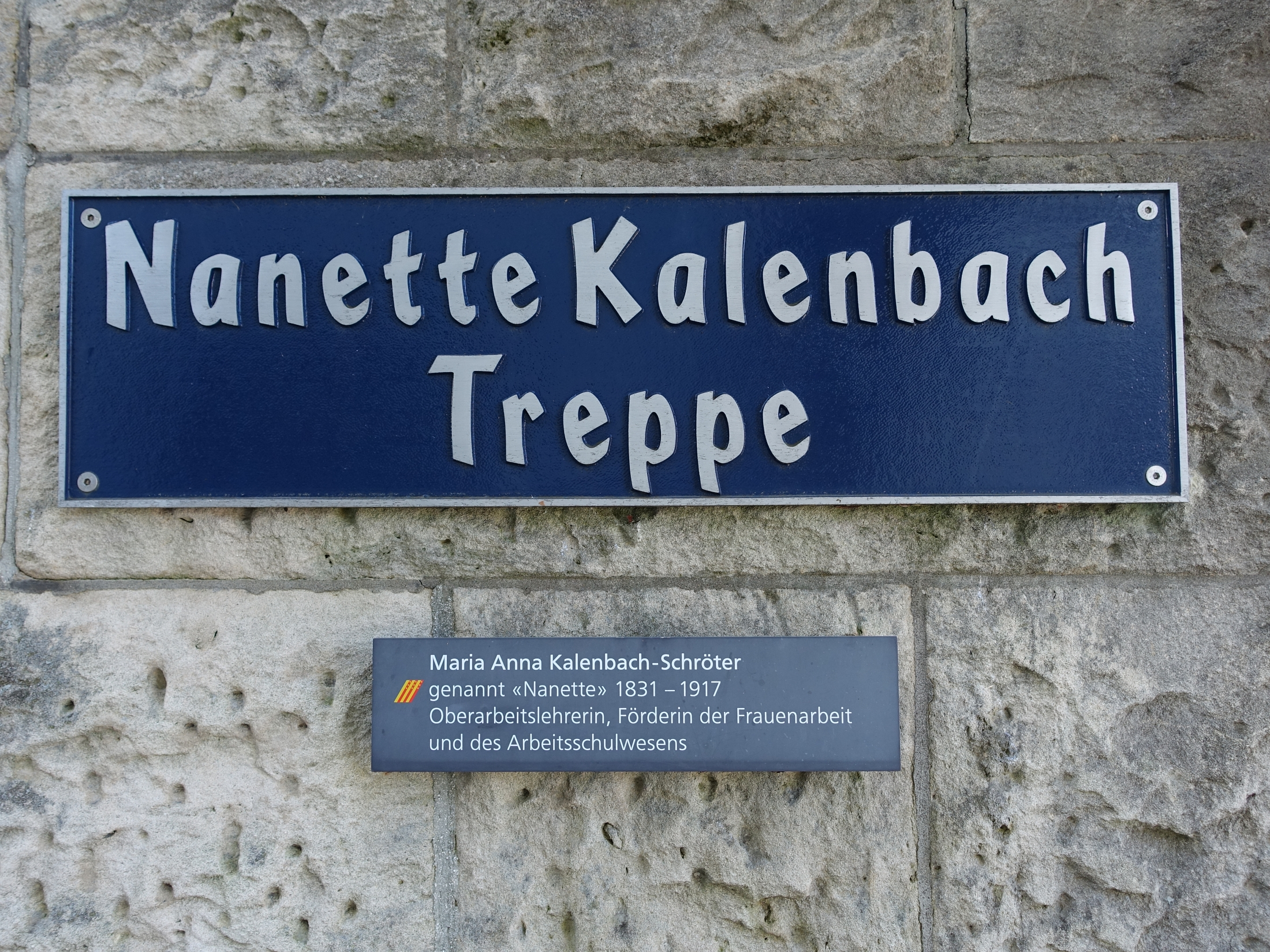
«Nanette Kalenbach Treppe» in Rheinfelden

Nach ihrer Schulzeit bildete sie sich bei zwei älteren Damen in Freiburg weiter. Wieder in Rheinfelden wurde sie bei ihrer Mutter zur Arbeitslehrerin ausgebildet und erhielt 1848 die Lehrerlaubnis. Zwei Jahre später wurde sie Oberarbeitslehrerin im Bezirk und damit die Nachfolgerin ihrer Mutter, die 1952 verstarb. Nanette Schröter war 1855 Mitbegründerin des Frauenvereins Rheinfelden und bis 1877 deren Präsidentin.
Am 19. Januar 1860 heiratete sie Gustav Kalenbach-Schröter, Maler, Zeichner und Zeichenlehrer an der Bezirksschule; Hugenfeldschulhaus. Zusammen hatten sie den Sohn und Bezirkslehrer Karl Gustav (* 2. Dezember 1860; † 29. September 1895) und die Tochter Anna Viktoria (* 5. März 1868; † 1947), die als Arbeitslehrerin an der Bezirksschule unterrichtete.
Nanette Kalenbach-Schröter war bis 1917 als Oberarbeitslehrerin in Rheinfelden tätig. Als solche hat sie bis 1912 insgesamt 29 Bildungskurse für Arbeitslehrerinnen durchgeführt.
1871 gründete das Ehepaar Kalenbach-Schröter die Zeitschrift Stunden am Arbeitstisch. Von 1890 bis 1902 wurde die Zeitschrift in der Schweizerischen Hauszeitung herausgegeben. Nanette Kalenbach-Schröter war 1888 Mitbegründerin des Schweizerischen Gemeinnützigen Vereins und einige Zeit Mitglied des Zentralvorstandes.
Seit 2005 gibt es eine «Nanette Kalenbach Treppe» in Rheinfelden.